# Pamongan (Guntur)
Pamongan is een bestuurslaag in het regentschap Demak van de provincie Midden-Java, Indonesië. Pamongan telt 3301 inwoners (volkstelling 2010).